# Sotto Kuchizukete Gyutto Dakishimete
Singles de Miki Fujimoto
Aenai Nagai Nichiyōbi
(2002) Romantic Ukare Mode
(2002)
Sotto Kuchizukete Gyutto Dakishimete (そっと口づけて ギュッと抱きしめて) est le 2e single de Miki Fujimoto. Il sort le 12 juin 2002 au Japon sous le label hachama, écrit et produit par Tsunku. Il ne sort que trois mois après le précédent single de la chanteuse : Aenai Nagai Nichiyōbi. Il atteint la 4e place du classement de l'Oricon. Il se vend à 24 730 exemplaires la première semaine et reste classé pendant 4 semaines, pour un total de 40 450 exemplaires vendus durant cette période. La chanson-titre figurera sur l'album Miki 1 qui sortira en 2003.

## Liste des titres
Toutes les chansons sont écrites et composées par Tsunku.
| CD    | CD                                                    | CD               | CD    | CD | CD | CD | CD | CD | CD |
| No    | Titre                                                 | Arrangements     | Durée |    |    |    |    |    |    |
| ----- | ----------------------------------------------------- | ---------------- | ----- | -- | -- | -- | -- | -- | -- |
| 1.    | Sotto Kuchi Tsukete Gyuuto Dakishimete                | Cher Watanabe    | 3:49  |    |    |    |    |    |    |
| 2.    | Koi Yo! Utsukushiku (恋よ! 美しく)                    | Yuichi Takahashi | 3:55  |    |    |    |    |    |    |
| 3.    | Sotto Kuchi Tsukete Gyuuto Dakishimete (Instrumental) | Cher Watanabe    | 3:49  |    |    |    |    |    |    |
| 11:34 |                                                       |                  |       |    |    |    |    |    |    |